# ماكسي غناوك
ماكسي غناوك (من مواليد 10 أكتوبر 1964) هو لاعبة جمباز فني سابقة مثلت ألمانيا الشرقية، حصلت على 27 ميدالية في الألعاب الأولمبية وبطولات العالم وكؤوس العالم والبطولات الأوروبية، تعتبر واحدة من أنجح لاعبات الجمباز التي أظهرتها ألمانيا على الإطلاق. في عام 1980 تم اختيارها كأفضل شخصية رياضية في ألمانيا الشرقية.